# جوزيف بونيل (عسكري)
جوزيف بونيل (بالإنجليزية: Joseph Bonnell)‏ هو عسكري أمريكي، ولد في 4 أغسطس 1802 في فيلادلفيا في الولايات المتحدة، وتوفي بنفس المكان في 27 سبتمبر 1840.